# Bernardo Landriani
Bernardo Landriani (* um 1395 in Mailand; † vor 3. Juni 1451 in Como) war ein italienischer Erzpriester und Bischof von Como.

## Leben
Bernardo, aus der Mailänder Adelsfamilie der Capitanei de Landriano, war Onkel des Bischofs von Como Gerardo Landriani. Er war Erzpriester von Santa Maria sopra il Monte di Varese und wurde am 31. August 1439 von Papst Eugen IV. zum Bischof von Asti ernannt. Er vertrat seinen Neffen Gerardo in bischöflichen Ämtern im Bistum Como und wurde am 18. März 1446 dessen Nachfolger.
Der Papst hatte ihm bereits am 4. September 1443 das wichtigen Bistum Pavia übertragen, aber diese Übertragung fand nicht statt. Am 11. Juni 1446 war er bereits im Besitz der Diözese Como. Im hohen Alter wurde er von den Weihbischöfen Nicolò da Pavia, Titularbischof von Helenopolis, und Bartolomeo da Cremona Titularbischof von Castoria unterstützt.